# Utricularia salwinensis
Utricularia salwinensis — вид рослин із родини пухирникових (Lentibulariaceae).

## Біоморфологічна характеристика
Це ймовірно багаторічна наземна чи літофітна рослина. Ризоїди капілярні, прості. Столони капілярні, розгалужені. Пастки на ризоїдах і столонах, на ніжках, яйцюваті, ≈ 1 мм. Листки нечисленні від основи квітконосу і столонів, на довгих ніжках, голі; пластина зворотно-яйцювата чи кругла, 2–12 × 1–2 см, плівчаста, основа послаблена, край цільний, верхівка закруглена. Суцвіття прямовисні, 3–7 мм, 1-квіткові, голі. Нижня частка чашечки довгаста, значно менша за верхню частку, верхівка виїмчаста; верхня частка майже округла, ≈ 2 мм, верхівка виїмчаста. Віночок білий чи блідо-рожевий, з жовтою плямою біля основи нижньої губи.

## Поширення
Цей вид росте на півдні Азії (пд.-сх. Тибет і пн.-зх. Юньнань [Китай]).
Зазвичай росте на суші на вологих скелях серед мохів, на скелях; на висотах 3200–4000 метрів.